# Gyárfásné Kincses Edit
Gyárfásné Kincses Edit (Kispest, 1938. november 16. –) főiskolai tanár, műfordító, színháztörténész.

## Élete
Eckstein Sándor és Kincses Eszter gyermekeként született.
Középiskolai tanulmányait a kispesti Landler Jenő Gimnáziumban végezte. Egyetemi tanulmányait az ELTE BTK magyar–német szakán végezte 1957–1962 között. 1962-től 1963-ig általános iskolai tanárként dolgozott, 1964 és 1972 között a budapesti Berzsenyi Gimnázium, majd 1972-től 1978-ig az angyalföldi Közgazdasági Szakközépiskola tanára volt. 1978 és 1998 között az esztergomi Tanítóképző Főiskola (VJRKTF) adjunktusa, docense volt, 1987-től főiskolai tanára. Számos könyvet fordított német, orosz és angol nyelvből (Heinrich Böll, Walter Jens, Jürg Federspiel, Grimm fivérek, Andersen, Hans Habe, J. K. Usztyijev, A. M. Guszev, Ioszif Lavreckij).

## Magánélete
1963-ban férjhez ment Gyárfás Endréhez. Egy fiuk született, Péter (1969).

## Művei (válogatás)
- Irodalomelméleti szöveggyűjtemény (1985)
- Gyakorló levelek az irodalomból (tankönyv)
- Színes kalendárium (1993)
- Csepreghy Ferenc (monográfia)
- Versek és elemzések a 3. osztályban (1988, 1994)
- Versek és elemzések a 4. osztályban (1993)
- Versek és elemzések az 5-6. osztályban (1995)
- Házi olvasmányok a 4. osztályban (1990)
- Házi olvasmányok 9-10 éveseknek (1994)